# Palazzina Paradisiello (Nápoly)
A Palazzina Paradisiello egy 1908-ban épült nápolyi villa. Germano Ricciardi számára építette Giulio Ulisse Arata piacenzai építész a „nápolyi szecesszió” (Liberty napoletano) stílusában. A belső lépcsőház könnyed eleganciája valamint a villa külseje a nápolyi hagyományokat és a szecesszió stílusát próbálja ötvözni.